# Ключ (Смоленская область)
Ключ — хутор в Демидовском районе Смоленской области России. Входит в состав Заборьевского сельского поселения. Население — 6 жителей с сентября 2017 года. Единственный дом был куплен семьей Чуевых. 
Расположена в северо-западной части области в 12 км к северо-востоку от Демидова, в 13 км восточнее автодороги Р133 Смоленск — Невель, на берегу реки Половья. В 60 км южнее деревни расположена железнодорожная станция О.п. 416-й км на линии Смоленск — Витебск.

## История
В годы Великой Отечественной войны деревня была оккупирована гитлеровскими войсками в июле 1941 года, освобождена в сентябре 1943 года.